# Spartak Braho
Spartak Braho (ur. 17 lipca 1951 w Durrës) – albański sędzia, poseł do Zgromadzenia Albanii z ramienia Socjalistycznej Partii Albanii, wcześniej związany z Socjalistycznym Ruchem Integracji.

## Życiorys
Ukończył na Uniwersytecie Tirańskim studia dziennikarskie (1974) i prawnicze (1981). W latach 1981–1987 pracował jako sędzia w Sądzie Okręgowym w Durrës.
Był szefem struktur Socjalistycznej Partii Albanii w Tiranie i w Durrës.
W latach 2009–2011 pracował jako wykładowca na Uniwersytecie Tirańskim, jednocześnie w latach 2009-2013 był radcą prawnym grupy parlamentarnej Socjalistycznego Ruchu Integracji, pełnił również funkcję wiceprezesa tej partii.
W październiku 2017 został doradcą premiera Albanii Ediego Ramy.
15 maja 2018 roku, Braho zastąpił Saimira Tahiriego po jego rezygnacji z funkcji deputowanego do Zgromadzenia Albanii.

## Kontrowersje
W 2019 roku Spartak Braho oskarżył dyrektora Instytutu Badania Zbrodni i Skutków Komunizmu Agrona Tufę o znieważanie komunistycznych partyzantów z Armii Narodowo-Wyzwoleńczej (LANÇ) poprzez publikowanie prac, które według Braha przedstawiają partyzantów LANÇ jako sprawców zbrodni wojennych popełnionych na terenie Albanii w czasie II wojny światowej. Z tego powodu, Braho nazwał Tufę neofaszystą.